# Chrysolina lucidicollis
Chrysolina lucidicollis é uma espécie de artrópode pertencente à família Chrysomelidae.